# Karel Elgart-Sokol
Karel Elgart-Sokol (18 janvier 1874, Ivančice – 21 juillet 1929, Potštejn) est un professeur morave, directeur d'école, écrivain, dramaturge, critique de théâtre et littéraire.

## Quelques ouvrages
- Boue (inédit)
- La cour : une comédie en trois actes - Prague : František Švejda, 1909
- Immortel : tragédie – Brno : 1920 [ 6 ]
- Moloch : une tragédie en trois actes - Prague : Zátiší, 1922
- Solstice : un conte en trois actes -

## Source
- (cs) Cet article est partiellement ou en totalité issu de l’article de Wikipédia en tchèque intitulé « Karel Elgart-Sokol » (voir la liste des auteurs).